# Friedrich Soetebier
Friedrich Soetebier (* 19. Januar 1901 in Hamburg; † 20. März 1973 in Buchholz in der Nordheide) war ein deutscher Politiker (FDP).

## Leben und Beruf
Nach dem Besuch der Volksschule und der Handelsschule bildete Soetebier sich an der Volkshochschule fort. Im Anschluss absolvierte er eine Bäckerlehre, die er mit der Gesellenprüfung abschloss. Er bestand die Meisterprüfung, absolvierte zusätzlich eine kaufmännische Ausbildung im Einzelhandel und war seit 1928 als Bäckermeister und Einzelhändler in Scharmbeck tätig. Daneben betrieb er eine eigene Landwirtschaft. Später wurde er Obermeister der Bäckerinnung, Kreisvorsitzender des Einzelhandelsverbandes sowie Aufsichtsratsmitglied der Edeka-Organisation.

## Partei
Soetebier trat zum 1. Dezember 1931 der NSDAP bei (Mitgliedsnummer 758.346). Er schloss sich 1957 der FDP an. Er war Vorsitzender des FDP-Kreisverbandes Lüneburg-Harburg und stellvertretender Vorsitzender des dortigen Parteibezirkes. Außerdem wurde er in den Landesvorstand der Liberalen in Niedersachsen gewählt. Hier leitete er den Landesausschuss der Partei für Handel, Handwerk und Gewerbe.

## Abgeordneter
Soetebier war nach 1945 Kreistagsmitglied des Kreises Harburg. Dem Deutschen Bundestag gehörte er von 1961 bis 1965 an. Er war über die Landesliste Niedersachsen ins Parlament eingezogen.